# Dzieci niebios
Dzieci niebios (pers. ‏بچه‌های آسمان‎, Bacheha-Ye aseman) – irański film obyczajowy z 1997 w reżyserii Majida Majidiego. Pierwszy w historii obraz z Iranu nominowany do Oscara dla najlepszego filmu nieanglojęzycznego.